# Тань Пиншань
Тань Пинша́нь (кит. 谭平山, пиньинь Tan Pingshan; 28 сентября 1886 — 2 апреля 1956) — китайский политический и государственный деятель, директор Комиссии народного контроля государственного административного совета КНР (1949—1954).

## Биография
Родился в семье портного. В 1917 г. получил высшее философское образование в Пекинском университете. Был активным участником Движения 4 мая. В 1921 г. вступил в ряды КПК, став секретарем КПК провинции Гуандун. В июне 1923 г. вошел в состав ЦК, а в мае 1927 г. — в состав Политбюро ЦК КПК. Занимался разработкой аграрной политики партии. В 1924 г. был назначен директором организационного отдела.
С марта по июнь 1927 г. занимал пост министра сельского хозяйства в кабинете Ван Цзинвэя правительства в Ухане, созданного в противовес администрации Чан Кайши. C началом преследования коммунистов принял участие в Наньчанском восстании, являлся членом фронтового комитета во главе с Чжоу Эньлаем. После подавления восстания бежал в Гонконг, а затем в Шанхай. Под давлением со стороны Коминтерна как «левый авантюрист» был исключен из КПК, стал одним из основателей Рабоче-крестьянской демократической партии Китая.
С началом Второй Японо-китайской войны в 1937 г. вернулся в страну, став членом Национального политического совета.
В 1948 г. вместе с приверженностями левых идей и противниками Чан Кай-ши стал одним из учредителей Революционного комитета Гоминьдана и в 1956 г. был избран заместителем председателя это партии. После создания в 1949 г. Китайской Народной Республики является членом НПКСК, а с 1954 г. депутатом ВСНП.
В 1949—1954 гг. — директор Комиссии народного контроля государственного административного совета КНР.